# بكالوريوس علوم الحاسب
بكالوريوس علوم الحاسب (اختصارًا B.CompSC. أو B.CS.) هو أحد الدرجات العلمية في مرحلة البكالوريوس، يمنح عادة بعد أربع سنوات من الدراسة الجامعية لعلوم الحاسب. عمومًا درجات علوم الحاسب تركز على الأسس الرياضية والنظرية للحوسبة إلى حد ما أكثر من تعلم تقنيات محددة قد تتغير بسرعة.
شهادة البكالوريس في علوم الحاسب عادة ما تطلب للعمل في مجالات تطوير البرمجيات.
قد ينتج عن نفس المنهج الأساسي، اعتمادًا على الجامعة، درجات أخرى، بما في ذلك:
- بكالوريوس الآداب (BA) في علوم الكمبيوتر
- بكالوريوس في العلوم التطبيقية (BASc) في علوم الكمبيوتر
- بكالوريوس في التكنولوجيا في علوم وهندسة الكمبيوتر (B.Tech)
- بكالوريوس العلوم في تقنية المعلومات
- بكالوريوس رياضيات في علوم الحاسوب
- بكالوريوس في الهندسة (BEng أو BE) في علوم الكمبيوتر
- بكالوريوس الحوسبة في علوم الكمبيوتر
- بكالوريوس العلوم في الهندسة (علوم الكمبيوتر) - BSE (CS)
- بكالوريوس أمن الحاسوب في علوم الحاسب
- بكالوريوس العلوم (BSc أو BS) في علوم الكمبيوتر (BSc CS أو BSCS أو BSc (Comp))

## المتطلبات النموذجية
بما أن علوم الحاسب مجال واسع، فإنها تتطلب عدد من المقررات المتنوعة. فيما يلي قائمة نموذجية بالمقررات القياسية التي كثيرًا ما تتطلبها علوم الحاسب:
- برمجة
- نمط برمجة
- خوارزمية
- بنية بيانات
- المنطق وحوسبة
- معمارية الحاسوب

بعض الجامعات تركز أكثر على الرياضيات، مثال على ذلك:
- جبر خطي
- تفاضل وتكامل
- نظرية الاحتمال وإحصاء
- تركيبات ورياضيات متقطعة
- تفاضل ورياضيات

فيما يلي مجموعة من المقررات الأساسية في علوم الحاسب، بشكل نموذجي يمكن للطالب اختيار مقررات في مجالات متنوعة، مثل:
- نظرية الحوسبة
- نظام تشغيل
- تحليل عددي
- محول برمجي، محول برمجي
- حوسبة في زمن حقيقي
- حوسبة موزعة
- شبكة حاسوب
- نقل البيانات
- رسوميات حاسوبية
- ذكاء اصطناعي
- تفاعل إنساني حاسوبي
- نظرية المعلومات
- فحص البرمجيات
- Information assurance

## درجات علمية ذات علاقة
- بكالوريس حوسبة
- بكالورس الحوسبة وعلوم الرياضيات
- بكالوريس هندسة الحاسبات
- بكالوريس تقنية المعلومات
- بكالوريس نظم المعلومات
- بكالوريس هندسة الحاسبات
- بكالوريس رياضيات

## انظر أيضّا
- علم الحاسوب
- هندسة وعلوم الحاسوب